# Caesiumbromid
Caesiumbromid ist das Caesiumsalz der Bromwasserstoffsäure.

## Darstellung
Caesiumbromid kann durch Salzbildungsreaktion mit Bromwasserstoffsäure aus Caesiumhydroxid oder auch Caesiumcarbonat hergestellt werden:
{\displaystyle {\ce {CsOH + HBr -> CsBr + H2O}}} 

{\displaystyle {\ce {2Cs2CO3 + 2HBr -> 2CsBr + CO2 ^ + H2O}}} 

## Eigenschaften
Caesiumbromid bildet farblose, kubische Kristalle und ist gut wasserlöslich. Es weist eine rotviolette Flammenfärbung auf. Es ist auch in niederen Alkoholen löslich. Wie Caesiumchlorid und Caesiumiodid kristallisiert es in der kubischen Caesiumchloridstruktur in der Raumgruppe Pm3m (Raumgruppen-Nr. 221) mit dem Gitterparameter a = 4,2953 Å.

## Verwendung
Aus Caesiumbromidkristallen werden Fenster und Prismen für die IR- und FIR-Spektroskopie sowie für Szintillationszähler hergestellt.